# NGC 6277
NGC 6277 је звезда или звезде у сазвежђу Херкул која се налази на NGC листи објеката дубоког неба.
Деклинација објекта је + 23° 2' 24" а ректасцензија 17h 0m 48,8s. Привидна величина (магнитуда) објекта NGC 6277 износи 14,6.